# 石油タンパク
石油タンパク（せきゆタンパク）は、石油由来のパラフィンを微生物で分解して得られるタンパク質のこと。微生物蛋白質の一つ。

## 概要
1960年代、微生物（石油酵母）に石油の副産物であるノルマルパラフィンを与えて増殖させ、酵母を食用タンパクに資源にするという研究が注目され、日本では鐘淵化学などが開発を進めてきた。1972年12月、厚生大臣の諮問機関である食品衛生調査会が石油タンパクを使用した動物用飼料の製造を認めると、消費者団体などが発がん性の疑いがぬぐい切れないとして一斉に抗議運動を展開。1973年1月、東京都消費者連合会が厚生大臣あてに石油タンパクの使用禁止を求める申立書の提出を行った。
最終的には日本では石油タンパクは流通できないこととなったが、石油タンパクを生産するために開発された手法は酵母食品などの生産などに広く応用されることとなった。なお、海外では動物飼料や人間用に石油タンパクの生産が行われているが、原油価格が開発時期がスタートした1960年代とは比べ物にならないほど高騰したため、コスト的な問題などから生産・流通は限定的なものとなった。